# Бабич Михайло Вікторович
Миха́йло Ві́кторович Бабич (нар. 28 травня 1969, Рязань) — російський політичний діяч. Повноважний представник Президента РФ у Приволзькому федеральному окрузі (2011—2018). Надзвичайний і Повноважний посол Росії в Республіці Білорусь (2018—2019).

## Життєпис
Народився 28 травня 1969 року в Рязані. У 1990 році закінчив Рязанське вище військове командне училище зв'язку ім. Маршала Радянського Союзу М. В. Захарова. У 1998 році закінчив юридичний факультет Московського інституту економіки, менеджменту і права, а у 2000 році — Державну академію управління. У 2005 році Михайло Бабич закінчив навчання на факультеті перепідготовки та підвищення кваліфікації Військової академії Генерального Штабу Збройних Сил РФ. Кандидат економічних наук.
З 1990 по 1995 рр. — служив на командних посадах в Повітрянодесантних військах і військах КДБ СРСР, брав участь в бойових діях.
У 1995 році став керівником ЗАТ «Корпорація „Антей“», м. Москва.
У 1998 році обійняв посаду першого віце-президента ВАТ «Російська торгово-промислова компанія „Росмясомолторг“».
У 1999 році став першим заступником гендиректора ГУП «Федеральне агентство з регулювання продовольчого ринку» при Мінсільгосппроді Росії.
З січня по грудень 2000 рр. — був заступником голови Уряду Московської області.
У січні 2001 року обійняв посаду першого заступника глави адміністрації Івановської області, керівника представництва Адміністрації Іванівській області при Уряді РФ.
З листопада 2002 року по лютий 2003 року — Голова уряду Чеченської Республіки.
З лютого по грудень 2003 року — помічник Директора прикордонної служби ФСБ Росії, помічник Міністра економічного розвитку і торгівлі Російської Федерації.
У 2003 році — обраний депутатом Держдуми. Був членом фракції «Єдина Росія», заступником голови комітету Держдуми з оборони.
У грудні 2011 року — призначений повноважним представником Президента РФ у Приволзькому федеральному окрузі..
Є дійсним державним радником Російської Федерації 1 класу.
29.07.2016 — комітет російської Держдуми з міжнародних справ в закритому режимі ухвалив рішення про призначення Бабича послом в Україні. Москва запросила у Києва попередню згоду (агреман) на призначення Михайла Бабича новим послом РФ в Україні.
Міністерство закордонних справ України заявило, що призначення нового посла Росії в Україні знято з порядку денного, та до звільнення окупованих територій України Росією, розглядатися не буде.
24 серпня 2018 року призначений призначений Надзвичайним і Повноважним послом Росії в Білорусі.
У березні 2019 року Міністерство закордонних справ Білорусі закликало посла Бабича проявити «трохи поваги» і не вдаватися до «менторства» у розмовах про відносини між двома країнами.
30 квітня 2019 року відкликаний з посади посла РФ в Мінську.

## Нагороди та відзнаки
- орден «За заслуги перед Вітчизною» IV ступеня[8], орденом Дружби[9], медалями «За відвагу», «За відзнаку у військовій службі», «За зміцнення бойової співдружності», «В пам'ять 850-річчя Москви», Почесною грамотою Президента РФ[10], Почесною грамотою Уряду РФ, іменною зброєю.